# Белозерье (Нижегородская область)
Белозе́рье — деревня в Арзамасском районе Нижегородской области. Входит в Балахонихинский сельсовет, на 2024 год в деревне числится 1 улица — Полевая.

## География
Располагается рядом с деревней Балахониха. Деревня окружена лесами, высота центра селения над уровнем моря — 175 м. В 2012 году в деревне произошёл провал грунта и образовалась воронка, глубиной более 30 метров (дома и жители не пострадали). Это связано с тем, что Белозерье стоит на месторождении гипса, которое со временем растворяют подземные воды.
На 1864 год во владельческой деревне Белозерье при оз. Белом, в 32 верстах от уездного города, 2-го стана Ардатовского уезда Нижегородской губернии, числилось 36 дворов, в которых проживало 190 человек — по 95 мужчин и женщин.

## Население
| 1999 | 2002 | 2010 |
| ---- | ---- | ---- |
| 37   | ↘16  | ↘8   |